# 大田切駅
大田切駅（おおたぎりえき）は、長野県駒ヶ根市大田切にある、東海旅客鉄道（JR東海）飯田線の駅である。

## 歴史
- 1914年（大正3年）10月31日：伊那電車軌道（1919年に伊那電気鉄道へ改称）赤穂（現・駒ケ根） - 宮田間延伸時に大田切停留場として開設[1][2]。
- 1943年（昭和18年）8月1日：伊那電気鉄道が飯田線の一部として国有化され廃止[1][2]。
- 1946年（昭和21年）9月1日：運輸省（後の日本国有鉄道）の大田切駅として再開設[1][2]。旅客駅[2]。
  - 当時は、東海道本線浜松 - 名古屋間の各駅や飯田線の各駅、中央本線上諏訪 - 塩尻間の各駅、松本駅を発着する旅客のみ利用できた[2]。
- 1954年（昭和29年）12月1日：東京都区内の各駅や長野駅を発着する旅客も利用可能となる[2]。
- 1971年（昭和46年）
  - 4月1日：旅客発着駅制限廃止[2]。
  - 12月1日：無人駅化[3]。
- 1987年（昭和62年）4月1日：国鉄分割民営化に伴い、JR東海の駅となる[2][4]。
- 1999年（平成11年）9月1日：現待合所に改築。

## 駅構造
単式ホーム1面1線を有する地上駅。ホームは本線東側にある。
伊那市駅管理の無人駅で、ホーム上に待合所がある。ホームがカーブ途中にあるため、車両とホーム間には隙間が出来る。

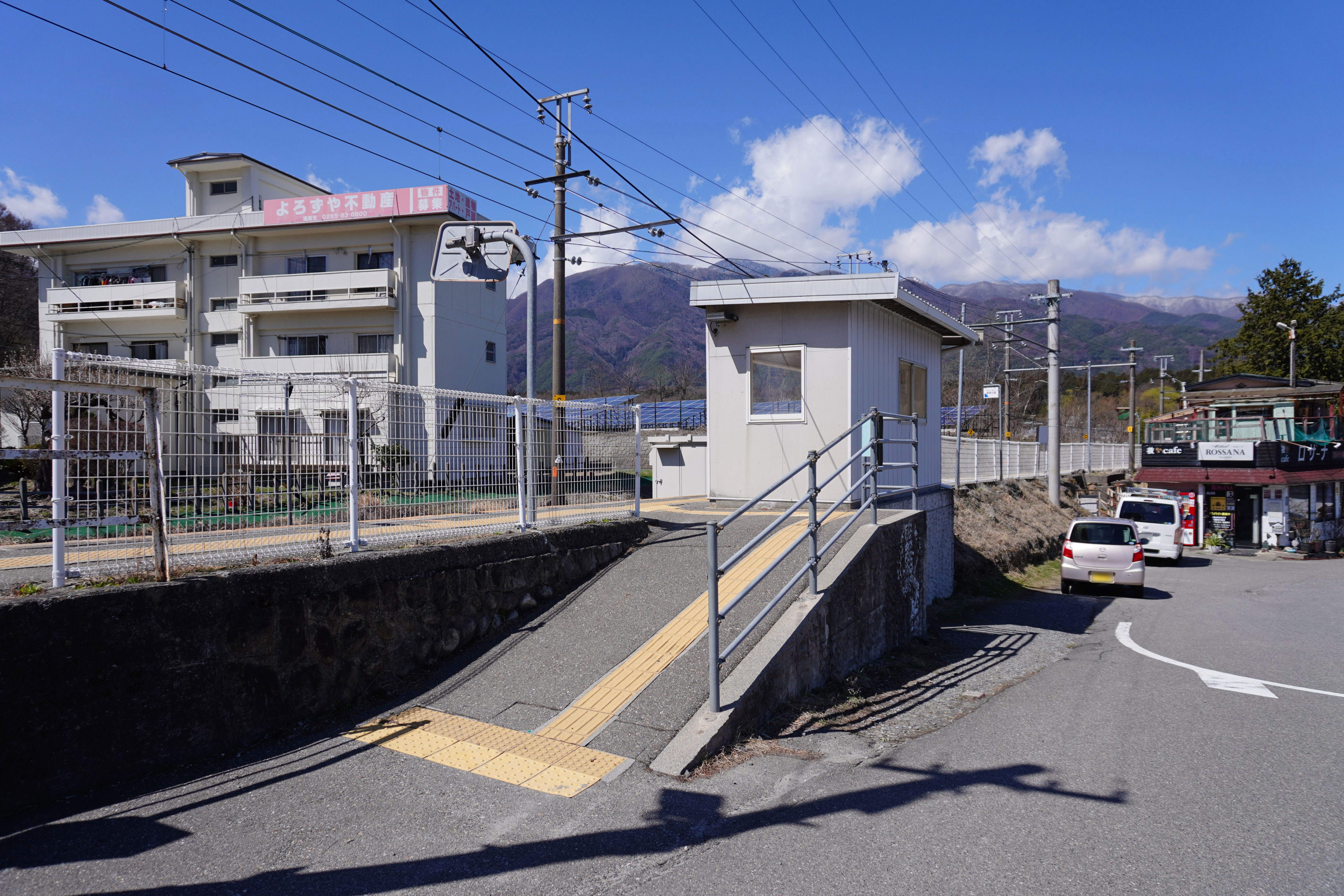
駅出入口（2023年3月）

## 利用状況
1日平均乗車人員は以下の通り。
| 乗車人員推移 | 乗車人員推移 |
| 年度         | 1日平均人数  |
| ------------ | ------------ |
| 1997         | 105          |
| 1998         | 101          |
| 1999         | 89           |
| 2000         | 89           |
| 2001         | 75           |
| 2002         | 85           |
| 2003         | 77           |
| 2004         | 66           |
| 2005         |              |
| 2006         |              |
| 2007         | 58           |
| 2008         |              |
| 2009         | 59           |
| 2010         | 59           |
| 2011         | 65           |
| 2012         | 67           |
| 2013         | 74           |
| 2014         | 83           |
| 2015         | 106          |
| 2016         | 105          |
| 2017         | 95           |
| 2018         | 90           |

## 駅周辺
駅から徒歩約3分の所に自動車教習所（駒ヶ根自動車学校）がある。宮田駅側には、太田切川に架かる飯田線・大田切川鉄橋があり、鉄道写真の名所として知られている。
- 国道153号
- 長野県看護大学[1]
- 長野県立こころの医療センター駒ヶ根（旧長野県立駒ヶ根病院）[1]

## 隣の駅
東海旅客鉄道（JR東海）
CD 飯田線
■快速（下りの「みすず」のみ停車）・■普通
駒ケ根駅 - 大田切駅 - 宮田駅
※1918年（大正7年）まで、当駅と宮田駅の間に駒ヶ原停留場が存在した。